# Luisa Francesca di Borbone (1707-1743)
Luisa Francesca di Borbone (Versailles, 4 dicembre 1707 – Anet, 19 agosto 1743) era una nipote di Luigi XIV di Francia e la sua amante Athénaïs Françoise de Rochechouart de Mortemart, meglio conosciuta come Madame de Montespan. Luisa Francesca era conosciuta come Mademoiselle du Maine e non ebbe figli.

## Biografia
Luisa Francesca de Bourbon nacque al Palazzo di Versailles da Luigi Augusto, Légitimé de France, duc du Maine e da sua moglie Luisa Benedetta di Borbone, conosciuta come Mademoiselle de Charolais prima del suo matrimonio. Suo padre era il figlio legittimato di Luigi XIV e di Madame de Montespan. Sua madre era una nipote del Grand Condé. Conosciuta come Mademoiselle du Maine, era la più giovane dei sette figli. Venne battezzata dal cardinale di Rohan.
Nel 1718 durante la reggenza di Filippo d'Orléans entrambi i suoi genitori sono stati imprigionati: suo padre a Doullens e sua madre a Digione.
Si diceva che Mademoiselle du Maine fosse promessa a un signor de Guise, ma tale impegno non si realizzò mai. Nel 1740, un altro possibile matrimonio era con il vedovo Principe di Monaco, che era spesso in residenza a Versailles. Non si è verificato neanche questo progetto. Un altro candidato era il suo primo cugino, Luigi di Borbone, il più giovane figlio del suo omonimo e zio il duca di Borbone.

## Morte
Luisa Francesca non si sarebbe mai sposata. Morì al Castello di Anet, all'età di 35 anni. Fu sepolta nella Cappella del Château d'Anet, la sua tomba è stata risparmiata da rivoluzionari. Era sopravvissuta i suoi due fratelli minori e alla madre.

## Ascendenza
|                                             |                                        |                                           | Genitori                                      |  |  | Nonni |  |  | Bisnonni              |  |  | Trisnonni            |  |
|                                             |                                        |                                           |                                               |  |  |       |  |  | Luigi XIII di Francia |  |  | Enrico IV di Francia |  |
|                                             |                                        |                                           |                                               |  |  |       |  |  | Luigi XIII di Francia |  |  | Enrico IV di Francia |  |
|                                             |                                        | Maria de' Medici                          |                                               |  |  |       |  |  | Luigi XIII di Francia |  |  |                      |  |
| Luigi XIV di Francia                        |                                        |                                           |                                               |  |  |       |  |  | Luigi XIII di Francia |  |  |                      |  |
|                                             |                                        | Anna d'Austria                            | Filippo III di Spagna                         |  |  |       |  |  |                       |  |  |                      |  |
|                                             |                                        | Anna d'Austria                            | Filippo III di Spagna                         |  |  |       |  |  |                       |  |  |                      |  |
|                                             |                                        | Anna d'Austria                            | Margherita d'Austria-Stiria                   |  |  |       |  |  |                       |  |  |                      |  |
| Luigi Augusto di Borbone, duc du Maine      |                                        | Anna d'Austria                            |                                               |  |  |       |  |  |                       |  |  |                      |  |
|                                             |                                        | Gabriel de Rochechouart, duc de Mortemart | Gaspard de Rochechouart, marquis of Mortemart |  |  |       |  |  |                       |  |  |                      |  |
|                                             |                                        | Gabriel de Rochechouart, duc de Mortemart | Gaspard de Rochechouart, marquis of Mortemart |  |  |       |  |  |                       |  |  |                      |  |
|                                             |                                        | Gabriel de Rochechouart, duc de Mortemart | Louise de Maure                               |  |  |       |  |  |                       |  |  |                      |  |
| Françoise-Athénaïs, marquise de Montespan   |                                        | Gabriel de Rochechouart, duc de Mortemart |                                               |  |  |       |  |  |                       |  |  |                      |  |
|                                             |                                        | Diane de Grandseigne                      | Jean de Grandseigne, marquis de Marsillac     |  |  |       |  |  |                       |  |  |                      |  |
|                                             |                                        | Diane de Grandseigne                      | Jean de Grandseigne, marquis de Marsillac     |  |  |       |  |  |                       |  |  |                      |  |
|                                             |                                        | Diane de Grandseigne                      | Catherine de La Béraudière, dame de Villenon  |  |  |       |  |  |                       |  |  |                      |  |
| Luisa Francesca, mademoiselle du Maine      |                                        | Diane de Grandseigne                      |                                               |  |  |       |  |  |                       |  |  |                      |  |
|                                             | Luigi II di Borbone, Principe di Condé | Enrico II di Borbone, Principe di Condé   |                                               |  |  |       |  |  |                       |  |  |                      |  |
|                                             | Luigi II di Borbone, Principe di Condé | Enrico II di Borbone, Principe di Condé   |                                               |  |  |       |  |  |                       |  |  |                      |  |
|                                             | Luigi II di Borbone, Principe di Condé | Charlotte Marguerite de Montmorency       |                                               |  |  |       |  |  |                       |  |  |                      |  |
| Enrico Giulio di Borbone, Principe di Condé | Luigi II di Borbone, Principe di Condé |                                           |                                               |  |  |       |  |  |                       |  |  |                      |  |
|                                             |                                        | Claire-Clémence de Maillé                 | Urbain de Maillé-Brézé                        |  |  |       |  |  |                       |  |  |                      |  |
|                                             |                                        | Claire-Clémence de Maillé                 | Urbain de Maillé-Brézé                        |  |  |       |  |  |                       |  |  |                      |  |
|                                             |                                        | Claire-Clémence de Maillé                 | Nicole du Plessis de Richelieu                |  |  |       |  |  |                       |  |  |                      |  |
| Luisa Benedetta di Borbone                  |                                        | Claire-Clémence de Maillé                 |                                               |  |  |       |  |  |                       |  |  |                      |  |
|                                             |                                        | Edoardo, Conte Palatino di Simmern        | Federico V, Elettore Palatino                 |  |  |       |  |  |                       |  |  |                      |  |
|                                             |                                        | Edoardo, Conte Palatino di Simmern        | Federico V, Elettore Palatino                 |  |  |       |  |  |                       |  |  |                      |  |
|                                             |                                        | Edoardo, Conte Palatino di Simmern        | Elisabetta Stuart                             |  |  |       |  |  |                       |  |  |                      |  |
| Anna del Palatinato                         |                                        | Edoardo, Conte Palatino di Simmern        |                                               |  |  |       |  |  |                       |  |  |                      |  |
|                                             |                                        | Anna Gonzaga                              | Carlo I di Gonzaga, Duca di Mantova           |  |  |       |  |  |                       |  |  |                      |  |
|                                             |                                        | Anna Gonzaga                              | Carlo I di Gonzaga, Duca di Mantova           |  |  |       |  |  |                       |  |  |                      |  |
|                                             |                                        | Anna Gonzaga                              | Caterina di Lorena                            |  |  |       |  |  |                       |  |  |                      |  |
|                                             |                                        | Anna Gonzaga                              |                                               |  |  |       |  |  |                       |  |  |                      |  |